# Ignacio Martínez de Pinillos
Ignacio Martínez y Pinillos fue un militar mexicano. Fue gobernador y comandante general del Estado de Oaxaca.